# Grit Lehmann
Grit Lehmann (* 1. August 1976 in Berlin) ist eine ehemalige deutsche Volleyballspielerin.

## Karriere
Lehmann spielte zunächst in unterschiedlichen Vereinen in ihrer Heimatstadt Berlin. Danach spielte sie über mehrere Jahre in Belgien und gewann dabei den belgischen Supercup und die belgische Meisterschaft. Sie wechselte dann zum deutschen Bundesligisten VfB Suhl und gewann 2008 den DVV-Pokal. Von 2010 bis 2013 spielte Lehmann beim VC Kanti Schaffhausen in der Schweiz, wo sie ihre Karriere beendete.